# (1043) Beate
(1043) Beate est un astéroïde de la ceinture principale découvert le 22 avril 1925 par l'astronome allemand Karl Wilhelm Reinmuth à l’observatoire du Königstuhl près de Heidelberg en Allemagne. Sa désignation provisoire était 1925 HB. Son appellation a été suggérée par l'astronome Gustav Stracke.